# Kyōbashi (Tokio)

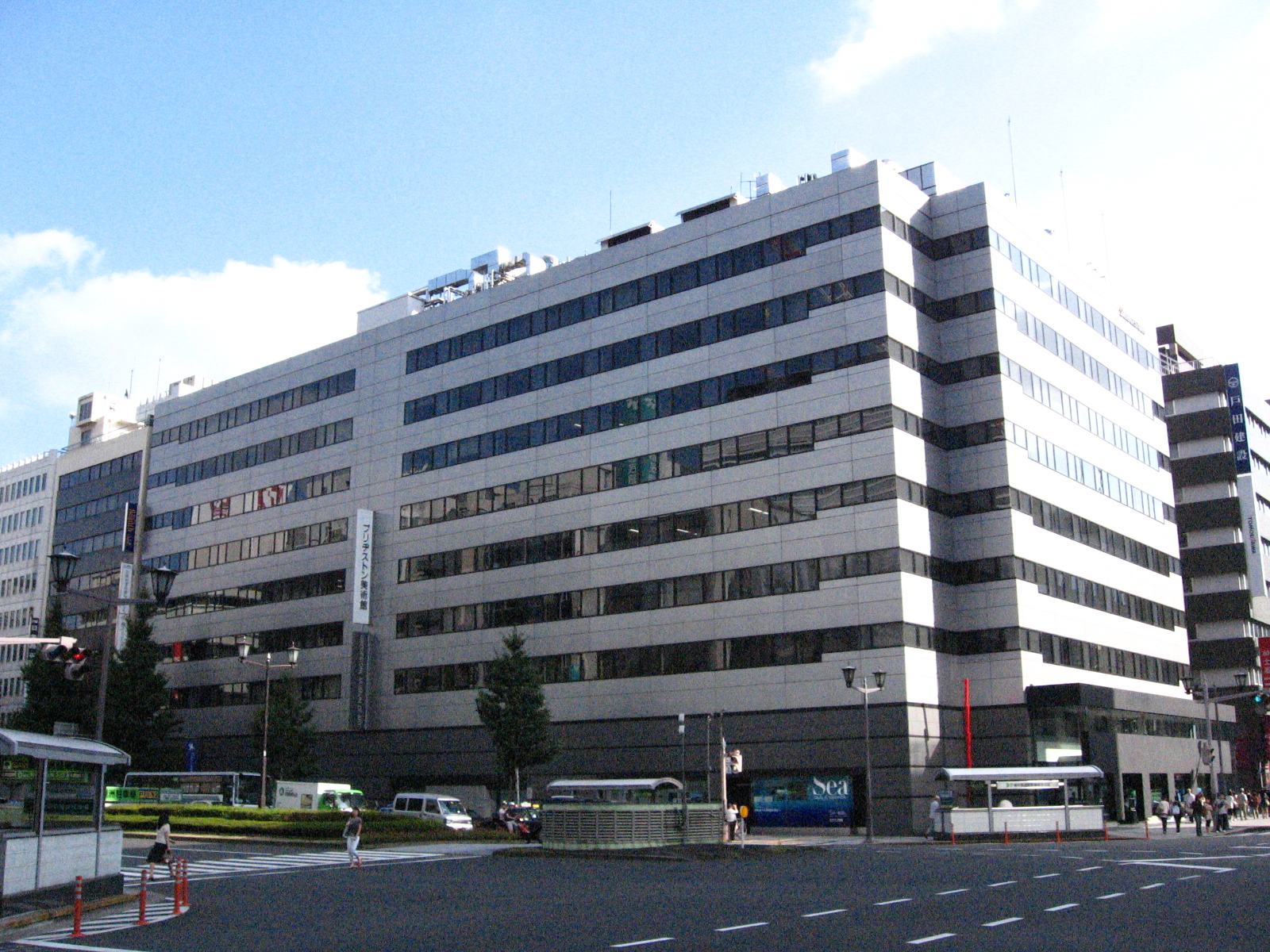
Bürogebäude wie die Bridgestone-Zentrale beherrschen den Stadtteil Kyōbashi.

Kyōbashi (jap. 京橋) ist ein Stadtteil des Bezirks Chūō der japanischen Präfektur Tokio. Er liegt im Zentrum Tokios südöstlich des Bahnhofs Tokio und wird von Bürogebäuden dominiert. Er gliedert sich in drei nummerierte Viertel (chōme), in denen zum 1. April 2018 laut Meldestatistik 290 Einwohner in 221 Haushalten lebten. Die Postleitzahl von Kyōbashi ist 104-0031.

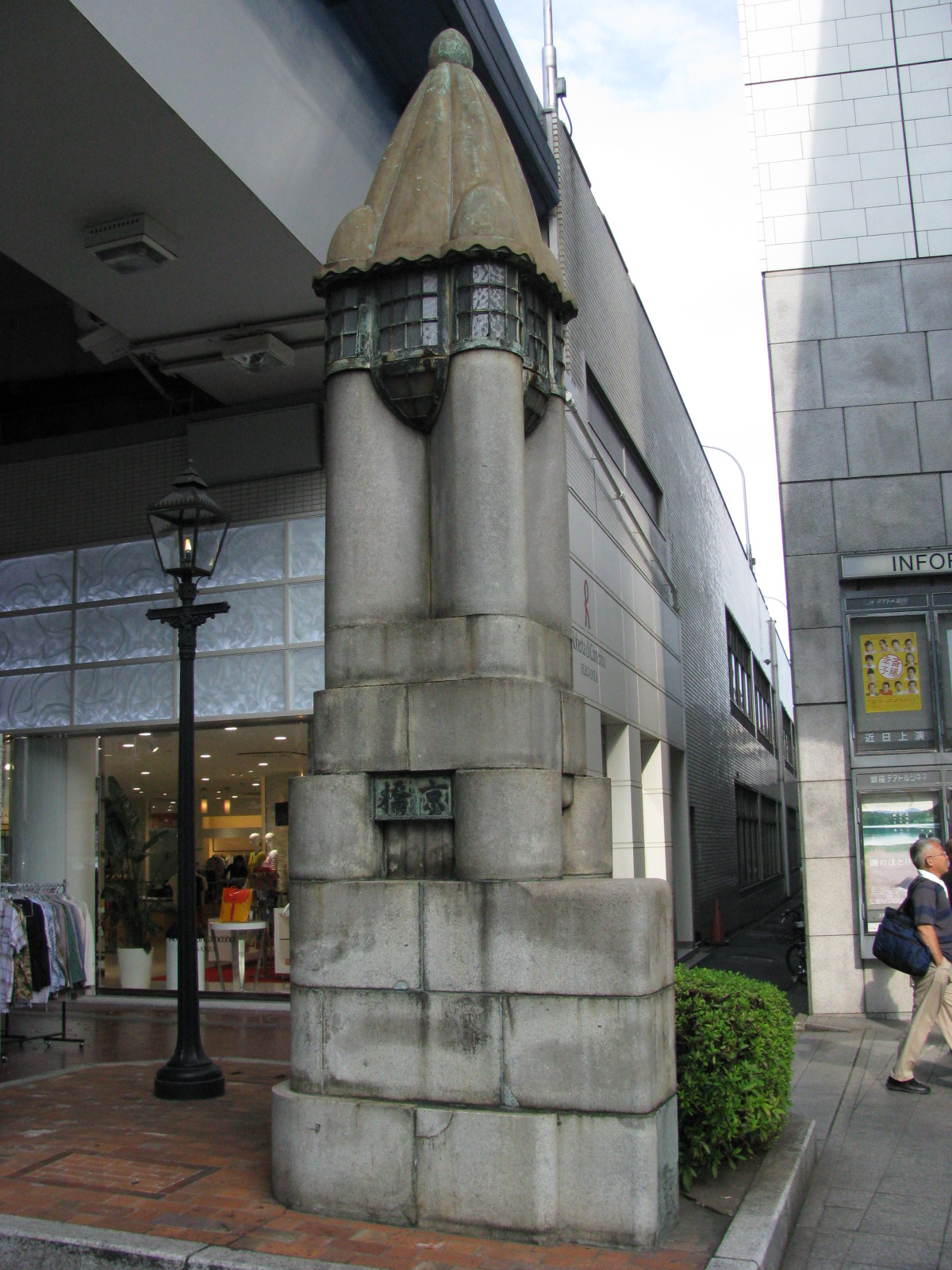
Brückenpfeiler der 1922 errichteten letzten Kyōbashi.

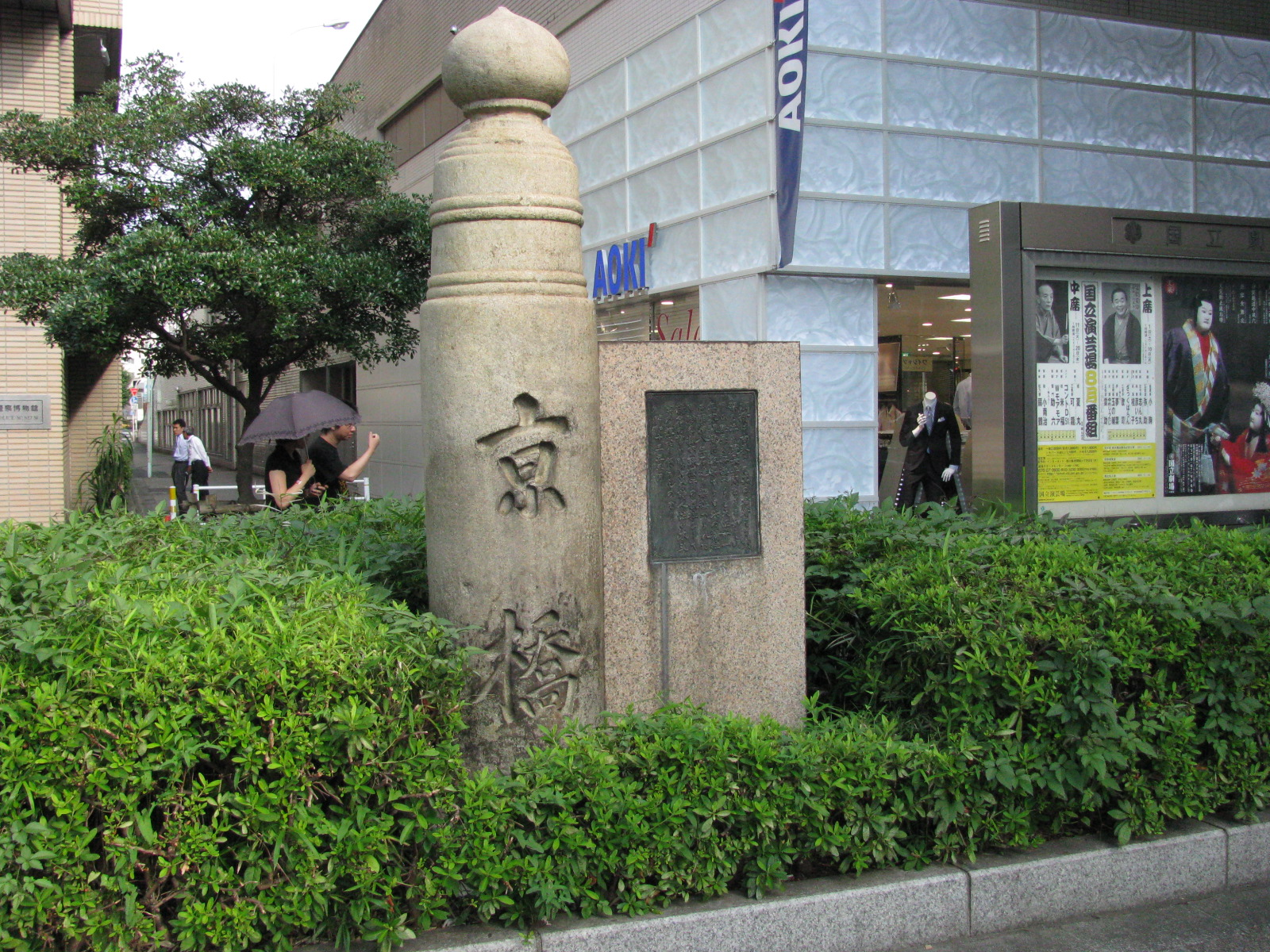
Erhaltener Pfeiler der Kyōbashi von 1875.

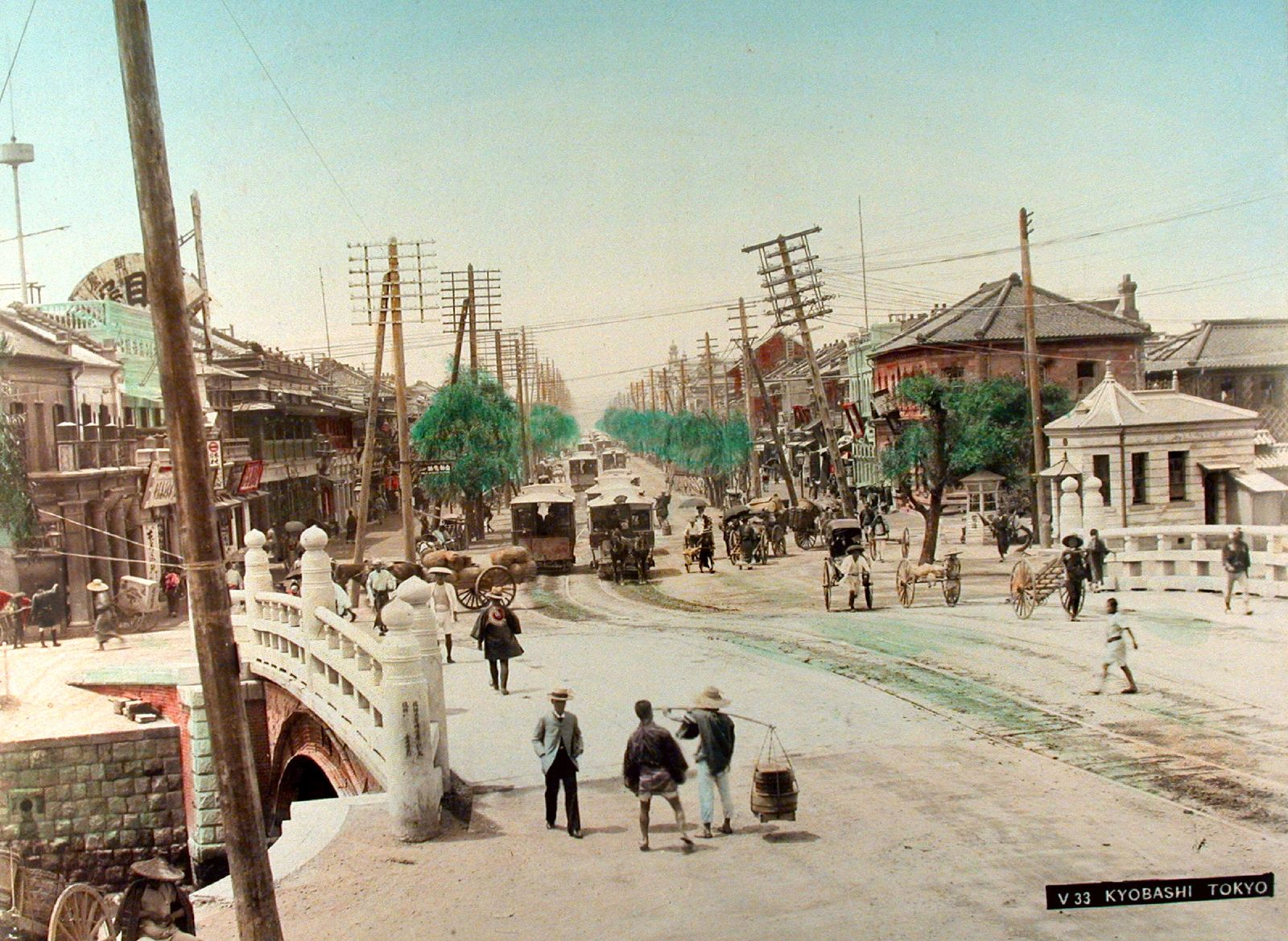
Ein Blick auf die Kyobashi und Ginza-Allee in Tokio, um 1890

Namensgebend für den Stadtteil war die Kyōbashi, die „Hauptstadt-Brücke“, die die erste Brücke an der Tōkaidō nach der Nihombashi auf dem Weg zur Hauptstadt Kyōto war. Die Brücke führte über den Kyōbashi-gawa, einen in der Edo-Zeit künstlich geschaffenen Fluss, der den Graben der Burg Edo mit dem Momijigawa und dem Sakuragawa verband. Die Kyōbashi wurde in der Meiji-Zeit mehrfach neu gebaut. 1954 begannen die Bauarbeiten für die Tōkyō Kōsokudōro („Tokio-Autobahn“, nicht zu verwechseln mit der Shuto Kōsokudōro, im Deutschen als Tokioter Stadtautobahn bekannt), nach deren Abschluss der Kyōbashigawa 1959 verschwand.
1878 wurde der Bezirk Kyōbashi eingerichtet, der ab 1889 Teil der Stadt Tokio war und etwa die südliche Hälfte des heutigen Bezirks Chūō einnahm, also wesentlich größer war als der heutige Stadtteil. Als Stadtteilname wurde Kyōbashi erst in den 1930ern etabliert, seine heutigen Grenzen erhielt Kyōbashi 1978, als es im Osten um das vormalige Takarachō (宝町) erweitert wurde. Damit grenzt der Stadtteil heute im Osten an Hatchōbori, im Süden an Ginza, im Westen an Yaesu und im Norden an Nihonbashi.
In Kyōbashi befinden sich mehrere Zentralen großer Unternehmen, darunter die von Asahi Beer, Ajinomoto, Bridgestone oder Meiji Seika. Außerdem liegt hier das Artizon Museum, das Filmzentrum des Nationalmuseums für moderne Kunst (engl. Tokyo National Museum of Modern Art, National Film Center) und das Polizeimuseum (keisatsu-hakubutsukan), in dem Arbeit und Geschichte der Polizeibehörde der Präfektur Tokio dokumentiert sind.